# Podborze (Basses-Carpates)
Pour les articles homonymes, voir Podborze.
Podborze est une localité polonaise de la gmina de Radomyśl Wielki, située dans le powiat de Mielec en voïvodie des Basses-Carpates.